# Tweede Kamerverkiezingen 1977/Kandidatenlijst/DS'70
De kandidatenlijst voor de Tweede Kamerverkiezingen 1977 van DS'70 was als volgt:

## De lijst
- vet: verkozen
- schuin: voorkeurdrempel overschreden

1. Willem Drees - 55.549 stemmen
2. Fia van Veenendaal-van Meggelen - 2.088
3. Ruud Nijhof[1] - 217
4. Jan Koningh - 195
5. Zeger Hartog - 83
6. Henk Staneke - 116
7. J.Ph. Andel - 61
8. A.G. de Koning-de Vos - 284
9. A.P. Rutten - 62
10. W.H. Holtslag - 43
11. Jan-Willem van Waning - 42
12. Bert Wenteler - 37
13. Th.H. Verhaar - 18
14. Jan Willem Schneider - 48
15. E. Pronkhorst-Avé - 61
16. A.A.H. Vasterling - 72
17. L.J. van der Steen - 80
18. Gerben Abma - 38
19. Gerard Bierman - 39
20. R.E. Romme - 18
21. H.M.C. van den Berg - 19
22. Frans Wilderink - 20
23. Jaap Stikker - 23
24. J.J. Douma - 38
25. Catrien van Emmerik-Viveen - 49
26. J.H. Gootjes - 20
27. J. Bosma - 10
28. F.Th. Gubbi - 13
29. M. Dreijer-Voortman - 50
30. Jan van Stuijvenberg - 94

CDA · PvdA · VVD · PPR · CPN · D'66 · DS'70 · SGP · Boerenpartij · GPV · PSP · RKPN · DAC · Federatie Bejaardenpartijen Nederland · Partij van de Belastingbetalers · SP · NVU · Verbond tegen Ambtelijke Willekeur · Europese Conservatieve Unie · Lijst 18 (kieskring IX) · KENml · RPF · NMP · Lijst 22
1971 · 1972 · 1977 · 1981 · 1982